# Mouvement sexpositif
Le mouvement sexpositif, également appelé mouvement pro-sexe (souvent abrégé sexpo ou sex+), est un mouvement social et philosophique qui promeut et inclut la sexualité et l'expression sexuelle, avec une attention particulière sur le sexe à moindre risque, l'inclusivité, le consentement sexuel,, et la mise en place par des collectifs de « playroom » (salle de jeux) pour explorer ses désirs.

## Définition
D'après la sexologue Carol Queen et Lynn Comella, « il s'agit d'une philosophie culturelle qui comprend la sexualité comme une force potentiellement positive dans la vie d'une personne et qui peut, bien sûr, être opposée à la sexo-négativité, qui considère la sexualité comme problématique, perturbatrice et dangereuse. La sex-positivité autorise et, en fait, célèbre la diversité sexuelle, les différents désirs et structures relationnelles, ainsi que les choix individuels fondés sur le consentement ».
Carol Queen ajoute que le mouvement sexpositif est une « affirmation simple mais radicale que nous cultivons chacun nos propres passions sur un support différent, qu'au lieu d'avoir deux, trois ou même une demi-douzaine d'orientations sexuelles, nous devrions penser en termes de millions de personnes ». « Le "sexe positif" respecte chacun de nos profils sexuels uniques, même si nous reconnaissons que certains d'entre nous ont été endommagés par une culture qui tente d'éradiquer les différences et les possibilités sexuelles ».

## Histoire

### Origine du mot débutXXesiècle
À la fin des années 1920, le terme « sexe positif » est inventé par le psychiatre et anthropologue austro-américain Wilhelm Reich. Le sexe positif, ou encore affirmatif, pro-sexualité, serait le propre de sociétés considérant l'expression sexuelle comme essentiellement bonne et saine. Il s'opposerait au sexe négatif d'autres sociétés cherchant à réprimer et à contrôler la libido des individus.

### Mouvement de libération sexuelle des années 1960
Le mouvement sexpositif prend racine dans le mouvement sociopolitique de libération sexuelle des années 1960-1970 qui amène un changement dans la manière de penser la sexualité : une recherche de déconditionnement dans certains cercles en s'émancipant des codes et des scripts sexuels dominants. Ces années sont marquées par une nouvelle culture de l'« amour libre » ou hippie réaffirmant la naturalité de la sexualité comme des composantes biologiques de l'être humains ne pouvant être niée ou réprimée. La libéralisation de la sexualité amène à la création d'une nouvelle éthique permettant d'expérimenter la sexualité ouverte dans et hors le mariage, mais s'ouvrant aussi sur la contraception (notamment la pilule), l'avortement, la nudité publique, la libération homosexuelle, les mariages mixtes, l'accouchement naturel, les droits des femmes et le féminisme.

### Mouvements sexuels des années 1980

#### Mouvement féministe
La sexualité positive est une philosophie issue du mouvement féministe des années 1980.
Elle donne le pouvoir aux personnes de penser de vivre leur sexualité en se détachant des oppressions patriarcales et des schémas hétéronormatifs. Elle est une « attitude envers la sexualité humaine qui considère toutes les activités sexuelles consenties entre personnes majeures comme fondamentalement saines et plaisantes, et qui encourage le plaisir sexuel et l'expérimentation sexuelle ». Le mouvement sexpositif plaide également pour une éducation sexuelle complète et des rapports sexuels protégés dans le cadre de sa campagne,. Le mouvement ne fait généralement aucune distinction morale entre les types d'activités sexuelles : il considère que ce sont des choix relevant de préférences personnelles.

#### Mouvement pro-sexe
Le mouvement sexpositif s'inspire du mouvement féministe pro-sexe né aux Etats-Unis dans les années 1980. Ce mouvement lui-même issu du milieu LGBTQIA+ queer fait du corps et de la sexualité des outils politiques pour défendre les minorités et les droits de travailleurs et travailleuses du sexe (TDS).
Il pioche également dans la philosophie et les pratiques BDSM et de polyamorie.

#### Mouvement tantrique
Dans une moindre mesure, le mouvement sexpositif prend racine dans le mouvement tantrique occidental et les pratiques new-age liés à la révolution sexuelle des années 1980. Il existe plusieurs courants tantriques, que ce soit en allant aux bases de la philosophie traditionnelle (née en Inde il y a plusieurs milliers d'années), où en touchant à des courants plus modernes dit neo-tantra, qui intègre à cette ancienne philosophie, toutes les nouvelles découvertes scientifiques dans le domaine du bien-etre. 
En somme, ce qui différencie le sexpo du neo-tantra est simplement la présence de spiritualité dans ce dernier. Outre cela, les pratiques sont sensiblement les mêmes (en fonction des facilitateurs, du cadre et limites posées lors des ateliers).

### Mouvement féministe intersectionnel des années 1990
La naissance du mouvement sexpo actuel est estimée aux années 1990. Il coïnciderait avec la création du Center for Sex and Culture à San Francisco et du Center for Sex Positive Culture à Seattle.
Le sex-positivisme est alors analysé sous l'approche féministe intersectionnelle comme l'intersection de discriminations selon la culture, le genre, la sexualité, la classe sociale, la nationalité et la spiritualité.

### Mouvement féministe #MeToo de 2017
En 2017, la révolution #MeToo est un tournant pour le mouvement sexpositif, qui prend alors de l'ampleur en France. Le consentement prend une place centrale dans la société et ce mouvement.